# Irresponsabilità regia
L'irresponsabilità regia (in lingua inglese Sovereign immunity), detta anche immunità sovrana oppure immunità della corona, è il principio riconosciuto nel diritto costituzionale di pressoché tutti gli stati a regime monarchico costituzionale e per estensione accordato in molti stati repubblicani. Il concetto è spesso espresso anche con il termine immunità sovrana anche se i due concetti non sono esattamente sovrapponibili. L'immunità si riferisce all'impossibilità di incriminare davanti ad una Corte il sovrano, l'irresponsabilità era espressa soprattutto dall'espressione il re regna, ma non governa attribuita ad Adolphe Thiers.

## La formazione del concetto
L'assenza di responsabilità del sovrano, nata con le monarchie costituzionali (nota sotto la formula:  The King can do no wrong), gli consente di poter adempiere alle sue funzioni di garante delle istituzioni stando al di sopra delle parti. Il nuovo mondo nato dalla Rivoluzione francese non poteva ammettere che un potere non fosse soggetto a responsabilità. Fu perciò escogitato l'istituto della controfirma del ministro che evita che si crei una situazione in cui il ministro che partecipa firmando all'atto e che potrebbe essere chiamato a risponderne davanti al Parlamento o davanti ai giudici se l'atto costituisce un illecito.
La controfirma assume diversi significati a seconda che l'atto regio del presidente della Repubblica sia sostanzialmente regio o presidenziale (ovvero derivi dai "poteri propri" del re o del presidente e non necessitano della "proposta" di un ministro) oppure sostanzialmente governativi (come si verifica nella maggior parte dei casi). Nel primo caso la firma del ministro accerta la regolarità formale della decisione del capo dello Stato e quella del presidente ha valore decisionale, nel secondo quella del presidente accerta la legittimità dell'atto e quella del ministro ha valore decisionale.

## Medioevo
Papa Gelasio I si espresse sui principi generali che sottendono l'immunità sovrana:
Ci sono due poteri, imperatore Augusto, con la quale questo mondo è governato principalmente, vale a dire, l'autorità sacra dei sacerdoti e il potere regio. Di questi quello dei sacerdoti è il più pesante, in quanto devono rendere conto, anche per i re degli uomini nel giudizio divino. Sapete anche, caro figlio, che mentre si è onorevolmente permesso di dominare il genere umano, ma nelle cose divine vi chinate la testa umilmente davanti al capo del clero e attendono dalle loro mani i mezzi per la vostra salvezza. Nella ricezione e corretta disposizione dei misteri celesti si riconosce che si dovrebbe essere subordinato piuttosto che superiore alla ordine religioso, e che in queste cose si dipende dalle loro giudizio, piuttosto che desiderio di costringerli a seguire la tua volontà

## Monarchie costituzionali
In una monarchia costituzionale il sovrano è l'origine storica della autorità che crea i tribunali.
Così i giudici non avevano il potere di costringere il sovrano di essere vincolato da quegli stessi giudici, che sono stati creati dal sovrano per la protezione dei suoi sudditi.

### Belgio
L'articolo 88 della Costituzione del Belgio afferma: La persona del Re è inviolabile, i suoi ministri sono responsabili.

### Danimarca
L'articolo 13 della Costituzione della Danimarca afferma: Il re non è responsabile delle sue azioni, la sua persona è sacra. I ministri sono responsabili per la condotta del governo, la loro responsabilità devono essere definiti con legge. Di conseguenza, il monarca non può essere citato in tale sua veste, ma l'immunità da azioni legali non si estende allo Stato in quanto tale.

### Regno d'Italia
L'articolo 125 del Codice Penale datato 30 giugno 1889 prevedeva:
 Chiunque pubblicamente fa risalire a Sua Maestà il Re il biasimo o la responsabilità degli atti del suo Governo è punito con la detenzione sino ad un anno e con la multa da lire cinquanta a mille.

### Malesia
In Malesia, un emendamento alla Costituzione nel 1993 ha permesso di proporre un ricorso contro il re o governante di uno stato componente da parte del Tribunale speciale. Prima del 1993, i governanti, a titolo personale, erano immuni da qualsiasi procedimento avviato nei loro confronti.

### Norvegia
L'articolo 5 della Costituzione della Norvegia afferma: La persona del Re è sacra, non può essere censurato o accusato. La responsabilità è del suo Consiglio.  Di conseguenza, il monarca non può essere perseguito o davanti o la sua personale capacità di suo, ma l'immunità non si estende allo Stato in quanto tale.

### Regno Unito

#### Immunità nei procedimenti
Storicamente, la regola generale nel Regno Unito è stata che la Corona non è mai stata perseguita nei casi penali o civili. Come stabilito dal Petitions of Right Act del 1860, gli unici mezzi con cui si poteva avviare un procedimento civile erano:
- mediante petizione di diritto, che dipendeva dalla concessione del fiat reale (cioè del permesso del sovrano);
- mediante azioni legali contro il Procuratore Generale per una dichiarazione;
- mediante azioni contro ministri o dipartimenti governativi nei casi in cui una legge del Parlamento avesse specificamente previsto la revoca dell'immunità.

La posizione venne drasticamente modificata dal Crown Proceedings Act del 1947 che rese la Corona (quando agiva come governo) responsabile di diritto in procedimenti in cui in precedenza era responsabile solo in virtù di una concessione di un fiat. Con limitate eccezioni, ciò ebbe l'effetto di consentire che procedimenti per illecito civile e contrattuale fossero intentati contro la Corona. I procedimenti per intentare mandati di mandamus e proibizioni erano sempre disponibili contro i ministri, perché le loro azioni derivano dalla prerogativa reale.
È ancora vietato avviare procedimenti penali contro il Governo di Sua Maestà, a meno che non sia espressamente consentito dal Crown Proceedings Act.
Poiché il Crown Proceedings Act riguardava solo la legge relativa agli atti compiuti dal governo britannico o per suo conto, il monarca rimane personalmente immune da azioni penali e civili. Tuttavia, i procedimenti civili possono, in teoria, ancora essere avviati utilizzando i due meccanismi originali delineati sopra: mediante petizione di diritto o mediante causa contro il Procuratore Generale per una dichiarazione.

#### Altre immunità
Il monarca è immune dall'arresto in tutti i casi; i membri della famiglia reale sono immuni dall'arresto nei procedimenti civili. Nessun arresto può essere effettuato "in presenza del monarca", o entro i "limiti" di un palazzo reale. Quando un palazzo reale è utilizzato come residenza (indipendentemente dal fatto che il monarca vi viva effettivamente in quel momento), i processi giudiziari non possono essere eseguiti all'interno di quel palazzo. 
I beni del monarca non possono essere presi in base a un ordine di esecuzione, né può essere imposto un sequestro su terreni in loro possesso. I beni mobili di proprietà della Corona, ma presenti su terreni altrui, non possono essere presi in esecuzione o per sequestro. La Corona non è soggetta a pignoramento. 
A partire dal 2022, c'erano più di 160 leggi che garantivano l'immunità espressa al monarca o alla sua proprietà sotto alcuni aspetti.  Ad esempio, i dipendenti della monarchia non possono presentare reclami antidiscriminazione come quelli previsti dall'Equality Act 2010. La monarchia è esente da numerose altre leggi sui diritti dei lavoratori, sulla salute e sicurezza o sulle pensioni.  A dipendenti pubblici come gli ispettori ambientali è vietato entrare nella proprietà del monarca senza il loro permesso. Il monarca è anche esente da numerose tasse, sebbene la regina Elisabetta II abbia pagato alcune tasse volontariamente. Alcune delle eccezioni più strane per il monarca sono incluse nelle leggi contro i privati che innescano esplosioni nucleari o che regolano la vendita di alcolici dopo mezzanotte.

### Spagna
Il monarca spagnolo è personalmente immune da procedimenti penali per fatti commessi da ministri del governo in nome del Re, ai sensi del Titolo II, punto 56, comma 3 della Costituzione spagnola del 1978.
La persona del re di Spagna è inviolabile e non deve essere ritenuta responsabile. I suoi atti saranno sempre controfirmati nei modi stabiliti nel paragrafo 64. Senza detta controfirma, non sono validi, salvo quanto disposto ai sensi della sezione 65 (2).[ 6 ] [ 7 ]
.[ 6 ] [ 7 ]

### Svezia
L'articolo 7, capitolo 5, della costituzione svedese afferma: "Il re non può essere perseguito per le sue azioni di capo dello Stato. Né può un reggente essere perseguito per le sue azioni come capo ". Questo riguarda solo il Re come persona privata, dal momento che egli non nomina il governo, né a qualsiasi funzionario pubblico atto a suo nome. Essa non riguarda gli altri membri della famiglia reale, tranne che in casi come essi esercitano l'ufficio di Regente quando il re non è in grado di adempiere alle sue funzioni. È una questione controversa tra giuristi costituzionali svedese si l'articolo implica anche che il re è immune contro le cause legali in cause civili, che non comportano azione penale.

## Santa Sede
La Santa Sede, soggetto di diritto internazionale priva di territorialità di cui il papa regnante è il capo (da non confondersi con lo Stato della Città del Vaticano che è una entità distinta e che invece è un ente territoriale) attribuisce una immunità sovrana che assorbe l'irresponsabilità regia per il Papa, sostenuta da numerosi accordi internazionali..